# Eric Lichaj
Eric Lichaj (Downers Grove, Illinois,  1988. november 17. –) amerikai labdarúgó, aki jelenleg az angol másodosztályban érdekelt Hull City játékosa.

## Pályafutása

### Aston Villa
Lichaj ifiként megfordult a Chicago Magicben és a Dél-Karolinai Egyetem csapatában, a North Carolina Tar Heelsben is. Profi pályafutása 2007. augusztus 1-jén kezdődött, amikor az angol Aston Villa leigazolta és egy két évre szóló szerződést adott neki. Mivel szülei Lengyelországból költöztek Amerikába, nem kellett külön munkavállalási engedélyt kérnie Európában. A 2007/08-as és a 2008/09-es szezonokban állandó tagja volt a Villa tartalékcsapatának. 2009-ben két évvel meghosszabbította szerződését.

### Nottingham Forest
Lichaj kétéves szerződést írt alá az angol másodosztályú Nottingham Forest csapatához. Bemutatkozó mérkőzését 2013. június 19-én a Huddersfield Town ellen játszotta.

## Válogatott
Lichaj az U17-es és az U20-as amerikai válogatottban is megfordult. A nagyválogatottal részt vett a 2011-ben hazai környezetben rendezett CONCACAF Aranykupán. Legutóbb 2013-ban szerepelt a nemzeti csapatban a Skócia és Ausztria elleni barátságos mérkőzéseken.

## Külső hivatkozások
- Eric Lichaj pályafutásának statisztikái a Soccerbase oldalon (angolul)

- Eric Lichaj adatlapja az Aston Villa honlapján
- transfermarkt